# Церковь Рождества Пресвятой Богородицы (Королёв)
Храм Рождества Пресвятой Богородицы — православный храм Королёвского (до декабря 2019 г. — Ивантеевского) благочиния Московской епархии Русской Православной Церкви. Храм расположен в городе Королёве Московской области (ул. Калининградская, д. 1). Храм двухуровневый: верхний храм посвящён Рождеству Пресвятой Богородицы с приделом страстотерпцев князей Бориса и Глеба, нижний — освящён в честь Апостола и евангелиста Иоанна Богослова.
С 2019 г. по настоящее время является центральным храмом Королёвского (ранее Ивантеевского) благочиния.

## Информация о храме
Настоятель храма: священник Димитрий Поповский
Телефон/факс: (498) 602-91-80
Храм открыт с 07:00 до 18:45 ежедневно
Богослужение ежедневное (См. расписание богослужений).
По воскресеньям в 17 часов служится вечерня с акафистом  преподобному Сергию Радонежскому, а в последнее воскресение месяца – молебен с акафистом перед иконой Божией Матери «Неупиваемая Чаша».
Ежедневно беседы со священником, индивидуальная исповедь. Очное, заочное отпевание, венчание, посещение больных на дому, в больницах, причащение, освящение — в любое время по предварительной договоренности.
Занятия для готовящихся к таинству Крещения проходят по субботам и воскресеньям в воскресной школе. Огласительные беседы для венчающихся по субботам в 16:00 (по предварительной договоренности).
При храме действуют:
- Сергиевское братство трезвости
- Молодёжный клуб
- Воскресная школа для взрослых и детей.
- Киноклуб

С 2008 года при храме издается ежемесячная газета «Костино, Богородское тожЪ». В газете освещается жизнь прихода, публикуются отчеты о паломнических поездках, творчество прихожан, проповеди.

## Священнослужители[4]

### Священники
- Священник Михаил Матвеев
- Священник Фома Прохоров
- Священник Иоанн Иверонов
- Священник Иоанн Третьяков
- Священник Константин Третьяков
- Священник Сергий Соловьев
- Священник Павел Васильев

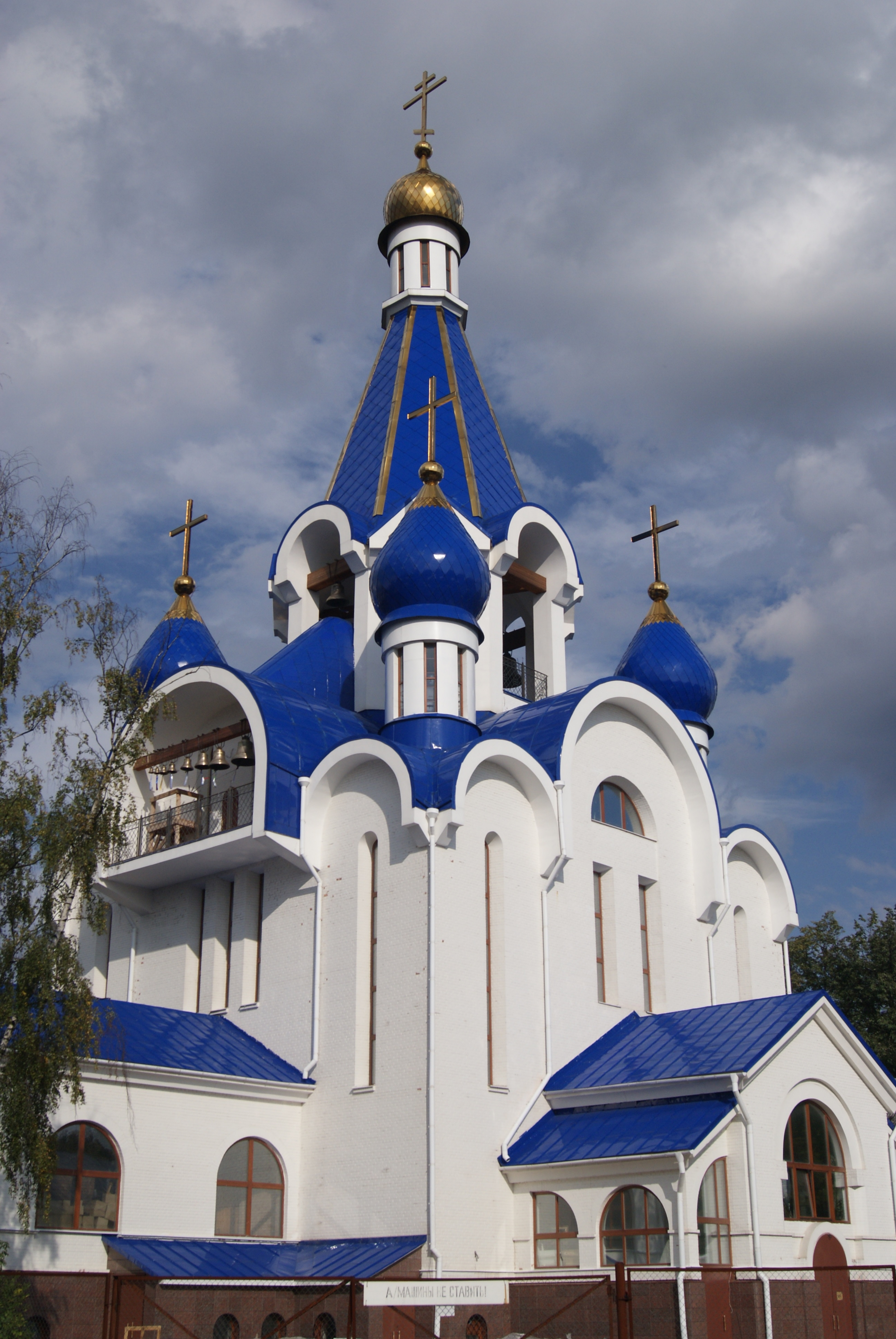
Храм Рождества Пресвятой Богородицы.

- Протоиерей Алексий (Введенский) — священномученик (1930)
- Протоиерей Борис Куликовский (с 1999 г. по 2019 г.)
- Священник Димитрий Ненароков (с 2008 г.[5] по 2010[6])
- Священник Виктор Цешковский (с 2011 г.[7] по 2019 г.)
- Священник Иоанн Колчин (с 2015 по настоящее время)
- Священник Димитрий Поповский (с 2019 г. по настоящее время)
- Священник Владимир Ткач (с 2019 г. по настоящее время)
- Священник Иоанн Бузулуцкий (с 2019 г. по настоящее время)

### Диаконы
- Дьячок Аввакум Семенов
- Дьячок Савва Кузмин
- Дьячок Андрей Уразов
- Дьячок Алексей Долгоруков
- Диакон Павел Тындык (2006[8]—2007) (в настоящее время – священник в Серафимовском храме города Королёв)

## История храма

### Постройка
Храм был построен тщанием царского стольника Феодора Ивановича Кузьмина в 1689 и освящён в 1691 году. Церковь была небольшая, из красного кирпича с белокаменным убранством, высокими белокаменными закомарами и удлинённой луковицей купола без колокольни. По названию церкви деревня стала называться «село Богородское, Костино тож».
В 1835 году владелица Костина княгиня Екатерина Гавриловна Долгорукова проводит ремонт церкви и строит временную деревянную колокольню, а её дочь Варвара Никитична заменяет её каменной в 1862 году.
Последний владелец имения Александр Николаевич Крафт, он же последний староста церкви, проводит в ней центральное отопление. Строения нынешнего городского Историко-краеведческого музея — остатки построек имения А. Н. Крафта.

### Уничтожение
В 1920-е годы храм закрыли. Вначале церковь была разгромлена лишь частично: уничтожен старинный пятиярусный иконостас, разграблена церковная утварь и иконы, в том числе главная святыня — чудотворная Смоленская икона Божией Матери, находившаяся в алтаре храма более двух веков.
В 1930 году несколько месяцев в храме служил священномученик Алексий (Введенский).
В 1931 году в Костине располагалась Болшевская трудовая коммуна ОГПУ для несовершеннолетних преступников, и здание церкви перестроили под радиоузел, а позднее использовали для различных хозяйственных нужд коммуны. Колокольню уничтожили. В бывшем храме жили люди, работала швейная мастерская, фотолаборатория. В 1954 году храм был снесён и в 1954—1955 гг. завод «п/я 901» (ныне Корпорация «Тактическое ракетное вооружение») на его фундаменте построил типовой жилой дом.

### Возрождение
16 июня 1995 года жители решили возродить храм в Костино, которое теперь входит в черту города Королёва. По воскресным дням начались молебны о скорейшем восстановлении порушенной святыни. Тем же летом рядом с местом, где стоял древний храм, установили памятный крест.
С 1996 по 1999 год служились молебны у памятного креста о скорейшем возрождении храма.
В декабре 1999 года в здании бывшего имения Крафта общине было предоставлено временное помещение для преобразования его под храм (сейчас это — воскресная школа).
13 января 2000 года состоялась первая Божественная литургия во временном храме.
14 июля 2003 года в день летних святых бессребреников Космы и Дамиана строительство было начато.
26 октября 2003 года в день празднования Иверской иконы Божией Матери был завершен нулевой цикл и состоялась закладка камня под главный престол храма.
9 октября 2005 года в день Святого Апостола и евангелиста Иоанна Богослова в храме состоялась первая Божественная литургия, на которой молилось более 900 человек.
11 ноября 2005 года — окончание строительства, над построенным храмом вознёсся крест.
В Рождественский сочельник 6 января 2006 года возобновилось регулярное богослужение в возродившемся храме после полувекового перерыва.
22 апреля 2007 года, в Неделю жен-мироносиц состоялось освящение нижнего храма в честь Святого Апостола и евангелиста Иоанна Богослова.
С 2008 по 2010 год в храме проводились ежегодные праздники колокольного звона, в которых принимали участие звонари из Королёва, Москвы, Подмосковья и других городов России.
В 2012 году в верхнем храме установлен иконостас. Произведены росписи сводов.